# DuPont Danisco
DuPont Danisco er et 50/50% ejerskab mellem DuPont og Genencor en del af Danisco.
DuPont køber 10. juni 2011 Danisco for at få fuldt ejerskab af Genencor der laver enzymer til 2. generations bioethanol i kamp med Novozymes.